# Битва при Сиракузах
Битва при Сиракузах — сражение в ходе Сицилийской экспедиции Пелопоннесской войны.

## Предыстория
Алкивиад, Никий и Ламах отплыли в Сицилию на ста сорока триерах. Прибыв в Италию, афиняне взяли Регий. Затем они переправились на Сицилию и взяли Катану. На этом успешные действия Алкивиада закончились. За ним прибыл из Афин государственный корабль «Саламиния» с вызовом на суд. Он на своём корабле вместе с «Саламинией» отплыл из Сицилии, якобы в Афины. Однако в Фуриях Алкивиад и его друзья высадились на берег и скрылись.
После отплытия Алкивиада Никий, согласно Плутарху, фактически стал главнокомандующим. Ламах же оказался в подчинении у более влиятельного Никия. Плывя вдоль побережья Сицилии, афиняне прибыли в Гимеру, но там их не приняли, и они поплыли дальше. Им удалось захватить город Гиккары, а затем Никий прибыл в Катану и попытался захватить маленький город Гелейскую Гиблу, но ему это не удалось.
В конце 415 года до н. э. афиняне начали готовиться к нападению на Сиракузы. Сиракузяне, заметив нерешительность афинян, прониклись к ним пренебрежением и стали планировать поход на Катану, где стояло афинское войско. Никий решил выманить сиракузскую армию подальше от города, в то время как афиняне на кораблях поплывут к Сиракузам и там займут удобные позиции для атаки на город. Он отправил гонца к сиракузянам, которым велел сообщить, что сторонники сиракузян в Катане готовы предать город, как только сиракузяне подойдут к городу. Сиракузяне выступили к Катане, а афиняне сели на корабли и, высадившись близ Сиракуз, разбили лагерь в удобном месте рядом со святилищем Зевса Олимпийского. Афиняне укрепили лагерь, чтобы сиракузская конница не смогла нанести им много урона. Вскоре вернулось сиракузское войско и расположилось лагерем возле Элорской дороги.

## Битва
На следующий день обе армии выстроились для битвы. По словам Фукидида, сиракузяне не были готовы, когда афиняне пошли в наступление. Сражение начали пращники и лучники. Какое-то время противники сражались наравне. Начался сильный дождь с громом и грозой. В сражении сиракузяне потерпели поражение и отступили. Затем союзникам афинян, аргивянам, удалось потеснить левое крыло сиракузян, афиняне прорвали оборону в центре, и всё сиракузское войско обратились в бегство. Сиракузская конница мешала афинянам преследовать бегущих, и те смогли отступить в боевом порядке.

## Последствия
Никий не воспользовался своей победой и через несколько дней уплыл в Наксос на зимние квартиры. Он посчитал, что наступать дальше неразумно, пока не пребудет конница из Афин и не будут собраны силы сицилийских союзников для противостояния сиракузской коннице.